# 廖盈婷
廖盈婷（1980年11月17日—），台灣電視新聞資深專題記者，曾在TVBS擔任新聞主播、節目主持人、TVBS製作人，並多次入圍金鐘獎。以主持財經、健康節目出道，帶起台灣汽車節目風潮，並將《地球黃金線》與《夢想街57號》兩個財經節目成功轉型為高收視率的汽車節目。現為製作公司老闆，為Studio 6ix創辦人及活動主持人，並主持網路節目《Super Snow Show》及互動式節目《選我選我！Let's Go！》。2019年與鴻海t.Studio合作，製作並主持《WinWin跨界大贏家》，屬於汽車與資訊科技類節目，於每周末在JET 綜合台與東風衛視播出。

## 學歷
- 世新大學新聞學系國際傳播組
- 台北醫學大學公共衛生暨營養學碩士（2010年畢業）

## 經歷
- 八大電視新聞部實習助理[1]
- 中國電視公司新聞部新聞探索節目執行製作[1]（2000年—2002年）
- 年代新聞台醫藥線記者（2002年—2004年）
- TVBS新聞部醫藥線記者、黨政線記者、專題組記者、氣象主播、主播、主持人、節目製作人（2004年—2017年5月）
- 地球黃金線節目主持人（2014年5月—2017年5月）
- 東森財經新聞台主持人（2017年5月—2018年5月）
- Studio 6ix創辦人、節目主持人（2018年5月—至今）

## 生平
廖盈婷自小就對新聞傳播頗感興趣，因此大學選擇就讀世新大學新聞學系，並曾到八大電視新聞部、中視新聞部節目《新聞探索》擔任實習助理。畢業後，隨即進入年代新聞台，擔任醫藥線記者。2004年加入TVBS，並主跑醫藥、黨政、財經等領域，並成為《整點新聞》主播及晚間八點《最前線新聞》主播。
2008年因「主播台麥克風未關事件」引發爭議，曾短暫退居第一線。隔年復出後，即擔任《2100掏新聞》的播報單元，及姊妹節目《2100全民開講》代班主持人。2011年，廖盈婷重返主播台行列，除擔任《一步一腳印 發現新台灣》的專題記者，並接手主持談話節目《健康兩點靈》，並代班主持政論節目《2100周末開講》。並於2013年擔任TVBS《奮起台灣》之〈政府效能篇〉之製作人，以此單元入圍金鐘獎教育文化節目獎。
除主持新聞節目外，亦主持《全球中文音樂榜上榜》及代班主持《上班這黨事》等娛樂節目。2014年5月5日，接手主持TVBS財經節目《地球黃金線》，首月即以財經、時事議題創下該節目收視新高紀錄。2015年開始加入汽車議題，初期雖因沒有汽車駕照導致專業度受部分民眾質疑，但隨後取得駕照並上賽道進行一系列訓練，得到多數觀眾支持，奠定收視基礎使節目轉型，更被網友封為「車界女神」。
2014年，廖盈婷跨界成立製作公司。2018年推出平台「Studio 6ix」和「Super Snow Show」，專門製作專題影片與專案節目，與團隊一手包辦監製與策劃，持續以熱情和風趣的主持風格，打造出高人氣粉絲團和YOUTUBE頻道。
2017年5月，廖盈婷跳槽東森財經新聞台，接手主持《夢想街57號》，該節目由財經時事轉型為高收視率的汽車節目(25-44歲年輕觀眾群更是寫下同期電視台的記錄)。隔年五月離開東森，自製談話性節目《Super Snow Show》及現場節目《Super Live Show》，2019年與鴻海合作推出高畫質汽車資訊類節目《跨界大贏家》，不只介紹車與生活，同時跨足其他產業。

## 曾擔任播報的節目
| 時間                       | 頻道           | 節目                     | 備註                                               |
| 2004年                     | TVBS-NEWS      | 《整點新聞》             | 主播                                               |
| 2004年                     | TVBS-NEWS      | 《新聞最前線》           | 主播                                               |
| 2009年                     | TVBS           | 《2100全民開講》         | 代班主持人                                         |
| 2009年                     | TVBS           | 《2100掏新聞》           | 主播                                               |
| 待查                       | TVBS           | 《Lady Gaga特別節目》    | 主持人                                             |
| 待查                       | TVBS           | 《健康兩點靈》           | 主持人                                             |
| 待查                       | TVBS           | 《2100周末開講》         | 代班主持人                                         |
| 待查                       | TVBS歡樂台     | 《上班這黨事》           | 代班主持人（與陳建州搭檔）                         |
| 2014年3月22日              | 中國中央電視台 | 《全球中文音樂榜上榜》   | 主持人（開播盛典，與任魯豫、張宇、柳岩、孫楠搭檔） |
| 2014年5月5日—2017年5月8日  | TVBS           | 《地球黃金線》           | 主持人                                             |
| 2014年                     | TVBS           | 《世足之夜》特別節目     | 主持人（與吳宗憲搭檔）                             |
| 待查                       | Yahoo TV       | 《豪宅Snow到你家》       | 外景主持人                                         |
| 2017年5月15日—2018年5月1日 | 東森財經新聞台 | 《夢想街57號》           | 主持人                                             |
| 2018年5月—至今             | Studio 6ix     | 《Super Snow Show》      | 主持人兼製作人                                     |
| 2018年5月—至今             | Studio 6ix     | 《選我選我！Let's Go！》 | 主持人兼製作人                                     |
| 2022年10月—至今            | MOMOTV         | 《小宇宙大爆發》         | 主持人                                             |

## 演出作品
| 年份   | 頻道       | 戲劇名稱    | 飾演角色 | 備註     |
| 2014年 | TVBS歡樂台 | 《A咖的路》 | 配音     | 特別演出 |
| 2014年 | 民視       | 《B棟8樓》  | 新聞主播 | 特別演出 |

## 外部連結
- 廖盈婷的新浪微博
- 廖盈婷的Facebook專頁